# Jan Pravda
Jan Pravda (4. února 1919 - ???) byl český a československý politik Československé strany socialistické a poslanec Sněmovny národů Federálního shromáždění za normalizace.

## Biografie
K roku 1971 se profesně uvádí jako plánovač. K roku 1976 coby kontrolor výroby. Ve volbách roku 1971 zasedl do české části Sněmovny národů (Severomoravský kraj). Mandát obhájil ve volbách roku 1976 (obvod Opava). Ve Federálním shromáždění setrval do konce funkčního období, tedy do voleb roku 1981.